# Geoff Sarjeant
Geoff Ian Sarjeant (* 30. November 1969 in Orillia, Ontario) ist ein ehemaliger kanadischer Eishockeytorwart. Während seiner Karriere spielte er für die St. Louis Blues und San Jose Sharks in der National Hockey League sowie die Moskitos Essen in der Deutschen Eishockey Liga.

## Karriere
Sarjeant spielte zunächst vier Jahre von 1988 bis 1992 an der Michigan Technological University, wo er gleichzeitig sein Studium absolvierte. Während dieser Zeit war er von den St. Louis Blues im NHL Supplemental Draft 1990 an 16. Position ausgewählt worden.
Zur Saison 1992/93 wechselte der Kanadier ins Profilager und stand zunächst im Tor der Peoria Rivermen, dem Farmteam der Blues aus der International Hockey League. Nach guten Leistungen zwischen 1992 und 1995, die ihm 1994 die Nominierung für das First All-Star Team der IHL einbrachte, beriefen die Blues den Kanadier während der Saison 1994/95 in den NHL-Kader, wo er zu vier Einsätzen kam. Sein Vertrag wurde trotz seiner Leistungen nicht verlängert und so wechselte er im September 1995 als Free Agent zu den San Jose Sharks, die ihn ebenfalls viermal in der NHL einsetzten. In den Folgejahren lief Sarjeant ausschließlich für Teams in der Minor Leagues auf, hauptsächlich aus der IHL, ehe er 1999 nach Europa wechselte. Dort spielte er ein Jahr in Großbritannien und in der Spielzeit 2000/01 in Deutschland bei den Moskitos Essen in der Deutschen Eishockey Liga. Im Sommer 2001 beendete er seine Karriere.

## Erfolge und Auszeichnungen
- 1991 Spengler Cup All-Star-Team
- 1994 IHL First All-Star Team

## NHL-Statistik
(Legende zur Torhüterstatistik: GP oder Sp = Spiele insgesamt; W oder S = Siege; L oder N = Niederlagen; T oder U oder OT = Unentschieden oder Overtime- bzw. Shootout-Niederlage; Min. = Minuten; SOG oder SaT = Schüsse aufs Tor; GA oder GT = Gegentore; SO = Shutouts; GAA oder GTS = Gegentorschnitt; Sv% oder SVS% = Fangquote; EN = Empty Net Goal; 1 Play-downs/Relegation; Kursiv: Statistik nicht vollständig)